# 호금전
호금전(King Hu, 1932년 4월 29일 ~ 1997년 1월 14일)은 중화민국의 영화 감독, 각본가, 배우, 영화배우이다.

## 영화
- 무림객잔 (1992년)
- 소오강호 (1990년)
- 대윤회 (1984년)
- 천하제일 (1983년)
- 종신대사 (1980년)
- 공산영우 (1979년)
- 산중전기 (1979년)
- 충렬도 (1974년)
- 영춘각지풍파 (1973년)
- 시티 콜드 드래곤 (1970년)
- 희로애락 (1970년)
- 협녀 (1969년)
- 용문객잔 (1967년)
- 대취협 (1965년)
- 대지아녀 (1964년)
- 양산백과 축영태 (1962년)
- 옥당춘 (1962년)
- 강산미인 (1959년)
- 산중전기(1979년)